# Трнавка (притока Дудвагу)
Трнавка (словац. Trnávka) — річка в Словаччині, права притока Дудвагу, протікає в окрузі Трнава.
Довжина — 42 км.
Бере початок в масиві Малі Карпати — на висоті 430 метрів. Протікає біля сіл Трстін і Биньовце.
Впадає у Дудваг біля села Майціхов на висоті 125 метрів.